# Myiopharus floridensis
Myiopharus floridensis là một loài ruồi trong họ Tachinidae.